# 市原鶴舞インターチェンジ
市原鶴舞インターチェンジ（いちはらつるまいインターチェンジ）は、千葉県市原市山小川にある、首都圏中央連絡自動車道（圏央道）のインターチェンジ。

## 歴史
- 2012年（平成24年）12月3日：当ICの名称が「市原南IC（仮称）」から「市原鶴舞IC」で正式決定[1]。
- 2013年（平成25年）4月27日：東金IC/JCT - 木更津東IC間開通に伴い、供用開始[2]。

## 接続する道路
- 直接接続
  - C4首都圏中央連絡自動車道(104番)
  - 国道297号

## 周辺
- 市原鶴舞バスターミナル - 東京方面、羽田空港・横浜方面への高速バスが発着
- 市原ぞうの国
- 高滝湖
- 市原湖畔美術館
- 上総鶴舞駅 - 北西へ約3.5 km
- 上総久保駅 - 西へ約4 km
- 鶴舞公園
- 養老渓谷
- ポッポの丘

### ゴルフ場
- 富士OGMゴルフクラブ市原コース
- ゴールデンクロスカントリークラブ
- 鶴舞カントリー倶楽部
- 大千葉カントリー倶楽部
- タクエーカントリークラブ
- ブリック&ウッドクラブ
- 高滝森永カントリー倶楽部
- アルカディアゴルフクラブ
- セントレジャーゴルフクラブ千葉
- 米原ゴルフ倶楽部

## 隣
C4 首都圏中央連絡自動車道
(103)茂原長南IC - (104)市原鶴舞IC - 高滝湖PA - (105)木更津東IC